# Jesper Ranum
Jesper Ranum (født 1. december 1959 i Lyngby) er en dansk komponist, producer, og synthesizermusiker og studieejer.
Ranum var medstifter af Danmarks første all-synth band ”Nous Yto” (1978), medlem af avantgardebandet ”Scatterbrain” (1981-82) samt medstifter, komponist og keyboardspiller i popbandet ”DéFilm” (1984-86). Siden udgav han to soloalbums, ”Slow Down” (1993) og ”Second” (1999), og senest under navnet ”FLUXIC” har han udgivet ”The 40 Album Project” (2019).
Han har desuden komponeret musik til spillefilm, dokumentarfilm og andre titelmelodier, blandt andet temamelodien til tv-programmet ”Lykkehjulet” (1988-2001). Samt lagt speak til tv-produktioner, bl.a. Marina Abramović udstilling ”Abramović Method for Treasures” på Den Sorte Diamant (2017-2020).
Som forfatter har Ranum fået udgivet to bøger: ”Synthesizere” (1983), den første bog på dansk om synthesizere, og senere ”MIDI – musikkens maskinsprog” i samarbejde med Henrik Müller (1990). Ranum var desuden skribent på musikmagasinet MM fra 1984-85.
I 1990'erne stod han bag en række CD'er med sange sunget af "smølferne". Han udgav dem under pseudonymet Rasmus Jensen, og de 2 sangere var hemmelige. I 2020 blev det afsløret, at den mandlige sanger var Jorn Lendorph mens den kvindelige sanger fortsat ønsker at være anonym.